# Rötelstein
Rötelstein är ett berg i Österrike.   Det ligger i distriktet Sankt Johann im Pongau och förbundslandet Salzburg, i den centrala delen av landet, 230 km väster om huvudstaden Wien. Toppen på Rötelstein är 2 247 meter över havet, eller 428 meter över den omgivande terrängen. Bredden vid basen är 1,8 km.
Terrängen runt Rötelstein är bergig åt nordost, men åt sydväst är den kuperad. Närmaste större samhälle är Radstadt, 11,5 km sydväst om Rötelstein. 
Trakten runt Rötelstein består i huvudsak av gräsmarker. Runt Rötelstein är det ganska glesbefolkat, med 25 invånare per kvadratkilometer.